# Batalha do golfo de Corinto
A batalha do golfo de Corinto foi uma batalha travada em ca. 873 entre as frotas do Império Bizantino e dos sarracenos cretenses no golfo de Corinto. Os bizantinos sob Nicetas Orifa conseguir surpreender os sarracenos, resultando numa grande vitória bizantina.

## Vida
Segundo o cronista do século X Teófanes Continuado — cujo trabalho foi mais tarde reusado quase sem mudança pelo historiador do século XI João Escilitzes — no primeiros anos do reinado do imperador Basílio I, o Macedônio (r. 867–886) ao emir árabe de Creta, Xuaibe ibne Omar ("Sete" em grego), filho do fundador do emirado, Abu Hafiz I, enviou um renegado grego chamado Fócio, "um companheiro bélico e energético", sobre as grandes expedições contra o Império Bizantino. O primeiro raide foi derrotado pelo drungário da frota, Nicetas Orifa, na Batalha de Cárdia (ca. 872/873).
Fócio com o resto de sua frota sobreviveu para retorno à Creta, e em algum momento logo depois — provavelmente ca. 873, embora alguns estudiosos colocam-a tão tarde quanto 879 — lançou outra expedição, invadindo as costas do Peloponeso. Orifa novamente liderou uma frota para encontrar os sarracenos. Auxiliado pelo vento favorável, chegou ao porto de Cencreas no nordeste do Peloponeso dentro de poucos dias. Lá, soube que os sarracenos mudaram-se para sul e oeste em torno do Peloponeso, invadindo Metone, Pilos e Patras e entrou no golfo de Corinto para invadir a aproximação ocidental de Corinto. Segui-los ao circunavegar o Peloponeso levaria tempo, e Orifa estava relutante de arriscar permiti-los a escapar. Assim, segundo os historiadores bizantinos, ele decidiu transportar seus navios sobre o istmo de Corinto. Isso foi feito, e a frota bizantina caiu sobre os sarracenos, que foram pegos completamente fora de guarda. Ele destruiu muitos de seus navios e matou muitos dos invasores, incluindo Fócio, enquanto muitos outros foram capturados e — especialmente os renegados cristãos entre eles — torturou a morte em vários caminhos.
O historiador David Pettegrew lançou dúvidas sobre a historicidade deste evento, nomeando que o transporte da frota por Orifa sobre o istmo é o primeiro e único evento desse tipo registrado após o século I a.C., quando o diolco ainda estava ativo. Dado que o transporte de frotas inteiras através do istmo foi considerado mesmo na Antiguidade um feito extraordinário, e seria dificilmente possível de ter sido realizado em tão pouco tempo para surpreender uma frota ancorada próximo de Corinto, Pettegrew sugere que o transporte e vitória de Orifa deve ser considerado meramente um topos literários evocando modelos clássicos, especificadamente a ação similar de Filipe V da Macedônia enquanto fazendo campanha contra os ilírios em 217 a.C., ao invés de um evento real.